# آلیسون هالورسون
آلیسون هالورسون (انگلیسی: Allison Halverson؛ ۹ سپتامبر ۱۹۹۲) ورزشکار دو و میدانی اهل ارمنستان در رشته‌های دو ۱۰۰ متر بامانع,  هفت‌گانه و دو ۶۰ متر بامانع است.

## زندگی‌نامه
وی در ۹ سپتامبر ۱۹۹۲ به دنیا آمد . 